# Villa Khora
Villa Khora ist eine Ortschaft im Departamento La Paz im südamerikanischen Andenstaat Bolivien.

## Lage im Nahraum
Villa Khora ist der fünftgrößte Ort des Kanton Circuata im Municipio Cajuata in der Provinz Inquisivi. Die Ortschaft liegt auf einer Höhe von 1206 m im Tal des Río Cañamina, einem rechten Nebenfluss des Río de la Paz, einem Zufluss zum Río Beni.

## Geographie
Villa Khora liegt in den bolivianischen Yungas am Ostabhang des Hochgebirgsrückens der Cordillera Real. Das Klima ist ein typisches Tageszeitenklima, bei dem die mittlere Schwankung der Tagestemperaturen deutlicher ausfällt als die jahreszeitlichen Schwankungen.
Die mittlere Durchschnittstemperatur der Region liegt bei 23 °C (siehe Klimadiagramm Miguillas), die mittleren Monatswerte schwanken nur unwesentlich zwischen 20 °C im Juni/Juli und knapp 25 °C im November/Dezember. Der Jahresniederschlag beträgt etwa 1150 mm, die Monatsniederschläge liegen zwischen knapp 20 mm in den Monaten Juni und Juli und mehr als 150 mm von Dezember bis Februar.

## Verkehrsnetz
Villa Khora liegt in einer Entfernung von 205 Straßenkilometern östlich von La Paz, der Hauptstadt des gleichnamigen Departamentos.
Von La Paz führt die asphaltierte Nationalstraße Ruta 3 in nordöstlicher Richtung 60 Kilometer bis Unduavi, von dort zweigt die unbefestigte Ruta 25 in südöstlicher Richtung ab und führt über Chulumani, Ocobaya, Irupana und La Plazuela in das Tal des Río de la Paz, wo sie über Miguillas und Lujmani nach 145 Kilometern Villa Khora erreicht. Von dort führt sie weiter über die Ortschaften Circuata, Inquisivi und Independencia (Ayopaya) nach Vinto, wo sie auf die Ruta 4 nach Cochabamba trifft.

## Bevölkerung
Die Einwohnerzahl von Lujmani ist im vergangenen Jahrzehnt leicht angestiegen:
| Jahr | Einwohner         | Quelle       |
| ---- | ----------------- | ------------ |
| 1992 | keine Detaildaten | Volkszählung |
| 2001 | 440               | Volkszählung |
| 2012 | 490               | Volkszählung |
| 2024 |                   | Volkszählung |

Die Region weist einen deutlichen Anteil von indigener Aymara-Bevölkerung auf, im Municipio Cajuata sprechen 34,4 Prozent der Bevölkerung Aymara.